# 納西妲
納西妲是米哈遊開發電子遊戲《原神》中的虛構角色，角色於遊戲2023年更新的3.0版本中登場，是主線劇情中須彌篇的重要角色，同年成為可玩角色。她是遊戲中虛構國家須彌的統治者，遊戲內執掌七大國的神明之一，譽為草神「布耶爾」，當地人尊稱為「小吉祥草王」。納西妲的中文配音為花玲，日文配音為田村由香里，韓文配音為朴恃奫，英文配音為金伯利·安妮·坎貝爾。角色設計上參考了波斯神話，性格有點孩子氣。角色在遊戲中的經歷讓玩家憐愛，大多評論員對角色塑造給與好評，角色特別的交互技能和戰鬥中的表現也獲得一眾評論員的肯定。

## 創作及設計
納西妲最早在2022年7月米哈遊公佈的須彌前瞻短片中亮相，儘管當時官方並沒有表明角色身份，但是已經被玩家推測是須彌地區的神明。隨後她在遊戲3.0版本「千朵玫瑰帶來的黎明」作為非玩家角色上線，並在須彌的主線劇情中幫助陷入困境的旅行者（玩家角色）。10月28日，米哈遊還推出納西妲相關網絡遊戲「願慧夢成真」，遊戲內容是納西妲在夢境中參加須彌城舉行的「花神誕祭」，和遊戲須彌主線的劇情呼應。角色在遊戲3.2版本「虛空鼓動，劫火高揚」作為可玩角色上線，同時米哈遊還為角色推出專屬武器「千夜浮梦」。
在製作組的設定中，她是遊戲內七神中最年輕的，接替前任草神「大慈樹王」，名義上她是須彌的管理者，實際上她一直深居在淨善宮，被教令院架空。角色設計有參考波斯神話，角色名字源於波斯的生育、治療和智慧女神阿娜希塔的現代波斯語讀音。動作設計方面，納西妲的腳步聲有特別的音效，角色動作如跳起翻滾和遊戲中其他小體型的女性可玩角色一致。在角色的待機動畫是坐在懸空的由草元素構成的鞦韆上，展示出孩子氣的一面。角色上線不久就被發現有一個特別的程序錯誤，角色處於待機動畫時可以被其他角色推動並一直保持動能，利用這個程序錯誤能突破地形限制，讓角色橫渡大海，製作組計劃在後續遊戲更新中修復該錯誤。角色技能設計方面，製作組設計了類似讀心術效果的技能，使用該技能可以聽到須彌地區所有擁有獨立名字的非玩家角色的心聲，這個技能是遊戲中首個能影響到非玩家角色的技能，而這個類讀心術的技能也對應了遊戲中流傳的「小吉祥草王」傳說。
角色的中文配音為花玲，她同時是遊戲中另一個角色可莉的配音。日文配音為田村由香里，她此前在遊戲中聲演另一個角色七七，她是遊戲日版中第一個同時聲演兩個可玩角色配音員。角色英文配音為曾聲演《不要欺負我，長瀞同學》女主角長瀞同學的金伯利·安妮·坎貝爾負責。

## 作品中表現

### 角色故事
納西妲是遊戲主線劇情須彌篇的核心角色，她是遊戲內七神中最年輕的神明，神名為「布耶爾」。須彌的前任神明「大慈樹王」擁有極高的聲望，她建立了教令院協助管理須彌，還建立一套可以通過夢境傳播和接收知識的虛空系統。在大慈樹王隕落後，領導教令院的賢者找到了繼承者「小吉祥草王」納西妲。納西妲有神的權能，但是沒有前任的智慧去解決世界樹的問題，因此被推崇智慧的賢者們輕視，賢者利用大慈樹王建造的淨善宮軟禁了納西妲，只讓她維持虛空系統，對外一直刻意削弱她的存在感。面對賢者的不信任，納西妲開始通過虛空去學習以期成為合格的神明，還暗地裡以虛空為中介力所能及地幫助須彌的信眾。五百年後，賢者在愚人眾的博士蠱惑下，決定與之合作利用稻妻獲得的神之心，將「散兵」打造成新的神明取代納西妲。為了加快開發工作，賢者利用虛空系統收割須彌民眾的夢境，民眾因此陷入無止境的循環夢境中，剛好在須彌的旅行者也困在其中，由於旅行者特殊的體質，他很快察覺到異常，在納西妲的幫助下旅行者中止了夢境。
之後兩人開始合作調查賢者的造神計劃，調查很快在博士的插手下中斷，納西妲更失去控制虛空的能力，徹底斷絕了外界的聯絡。接著旅行者沿著先前納西妲的建議，前往須彌的沙漠地區尋找助力，並在當地與賽諾、艾爾海森等人組成了營救小隊，最後成功救出了納西妲。旅行者更在納西妲的幫助下，擊敗成神的散兵。在擁有兩枚神之心後，納西妲終於有能力讀取大慈樹王留下的意志，並得知了解決世界樹問題的方法。過去與大慈樹王並肩的赤王污染了世界樹，兩人合力抑制了污染的擴散，只是身為世界樹一部分的大慈樹王也受到了污染，為了根除問題，大慈樹王用淨化後的世界樹樹枝創造了自己的分身納西妲，並等待納西妲成長後能徹底淨化自己。納西妲完成了淨化的工作不久，黃雀在後的博士再度登場，兩人用神之心進行了交易。事件之後，重獲自由的納西妲重組了教令院，並決定關閉虛空系統。

### 角色玩法
《原神》3.2版本「虛空鼓動，劫火高揚」更新之後，玩家可以在遊戲中透過祈願的方式讓納西妲加入隊伍，她是一個使用法器的草元素角色。角色元素戰技可以同時標記最多八個敵人，之後以利用元素反應機制攻擊任意一個敵人，所有敵人都會同時受到傷害，元素爆發會在場景創作一個「摩耶之殿」，殿堂範圍內玩家隊伍中火、雷和水元素的角色能增強納西妲的技能效果。角色的元素戰技能還可以與遊戲中的採集物進行交互，方便玩家採集物品。

## 反響及評價
納西妲在亮相之初，玩家對角色的評價不一，部分玩家認為角色外貌應該更為年長才符合「智慧之神」的設定，也有玩家表示認同角色小女孩的形象設計，還為角色創作同人作品。2022年8月，日本和中國大陸遊戲社區分別發起了關於須彌角色的投票活動，日本社區有七成人表示十分喜歡納西妲的角色設計，中國大陸社區有超過四成人表示納西妲是他們最喜歡的須彌角色。隨著遊戲版本的更新和角色上線，角色獲得更多的關注。納西妲角色PV在發佈後一週在Bilibili獲得770萬的播放量，高於《原神》大部分的角色PV，角色話題在13個國家和地區登上Twitter趨勢，視頻中的劇情還引起粉絲創作營救納西妲等劇情的同人作品。僅在中國大陸App Store平台上，她和宵宮的角色卡池帶來的營收超過了過去所有角色卡池首週創下的記錄，達到3400萬美元，根據統計納西妲貢獻了其中95%的營收。在PCGamesN摘文分析，納西妲的卡池甚至影響到上一個妮露和阿貝多卡池的營收，納西妲太受歡迎，導致不少玩家在上一個卡池打消了抽卡的想法。評論家對於角色受歡迎有不同的看法，GamesRadar+的編輯指出須彌的主線劇情和具有戲劇性發展的納西妲角色預告，讓玩家有強烈幫助和呵護納西妲的想法，加上角色擁有不俗的戰力，使她在《原神》玩家間很受歡迎。Siliconera的則認為遊戲當前缺乏強力的五星草元素角色是原因之一，另外關注遊戲劇情的玩家可能會由於主線劇情和角色劇情中納西妲的個性和表現喜歡上她。
大部分評論員給與角色設計好評，也有部分評論員指出設計上不足，遊戲葡萄的編輯灰信鸽指出米哈遊用了3.0到3.2三個遊戲版本去塑造納西妲，讓角色形象更為豐滿，他雖然不喜歡角色的外形，但是角色的整體塑造內容十分感人，讓他有入手角色的意願。Game Rant評論員安娜（Anna）也對角色塑造給與正面的評價，遊戲通過角色在花神誕祭的首次亮相和與博士的對峙，成功樹立角色作為智慧之神的形象。Screen Rant的評論員對比遊戲中已經登場的執政官，納西妲是其中最具有地區特色的執政官，她的攻擊動畫和技能動畫，除了展示角色個性，也表現出須彌地區技術和智慧的主題。遊戲日報的編輯棕熊給與角色很高的評價，他認為納西妲作為第四個登場的神明，從角色設計、劇情設計和戰鬥體驗等多個角度來說，都可以稱得上「一位性价比非常高、令人满意的角色」。此外，角色技能可以批量採集物品，還可以讀取非玩家角色心聲，這些設計增加了玩家在遊戲中冒險的樂趣。評論員Rui Zhong在Polygon摘文則批評角色設計沒有表現出須彌參考的中東和南亞文化。角色的日文配音選角曾引起部分玩家的抱怨，部分日本玩家表示不希望同一個配音員在遊戲中聲演兩個性格不同的角色，相關話題還登上日本的Twitter趨勢，另一部分的玩家則表示配音員在一個遊戲中聲演不同角色是很常見的事情。
角色玩法方面，Game Rant的認為納西妲作為第一個五星草元素輔助角色，她的出現可能會影響遊戲中所有角色的定位。由於她的草元素技能可以與許多角色技能觸發元素反應，遊戲社區也給與了她「元素反應執政官」的綽號。Screen Rant的評論員Richard Northrup建議任何想在遊戲中建立草元素隊伍的玩家都應該入手和培養納西妲，她作為遊戲中的執政官，應該是遊戲中最好的草元素角色。Rock Paper Shotgun的則表示納西妲是出人意料的萬能角色，能在隊伍中擔當任何角色，角色最大的弱點是生命值偏低，玩家需要使用治療類型角色輔助。《香港01》評論員外鄉人直言納西妲是「《原神》中最值得擁有的角色」，擁有角色會讓玩家有完全不同的戰鬥和劇情體驗。

## 備註
1. ↑  法器是遊戲中的一種武器類型，形態有魔法書、轉經筒等。

## 外部連結
- bilibili上的《原神》纳西妲角色PV——「生日快乐」
- bilibili上的《原神》角色演示-「纳西妲：无垠无忧」
- bilibili上的《原神》拾枝杂谈-「纳西妲：遍解玄奥」